# José Gutiérrez de la Vega
Ne pas confondre avec son fils José Gutiérrez de la Vega López (es) (1815-1867).
Pour les articles homonymes, voir José Gutiérrez de la Vega (homonymie).
José Gutiérrez de la Vega, né le 26 décembre 1791 à Séville et mort en décembre 1865 à Madrid, est un peintre espagnol.

## Biographie
José Gutiérrez de la Vega naît le 26 décembre 1791 à Séville.
Il étudie à l'école des beaux-arts de Séville ; il vit quelque temps à Cadix et entre en contact avec la colonie britannique de cette ville. Il expose pour la première fois à Madrid vers 1832. En 1840, il est nommé  Pintor honorario de Cámara. José Gutiérrez de la Vega est nommé directeur de l'école des beaux-arts de Séville et expose à Paris en 1855. Il est l'ami d'Antonio María Esquivel. Il ne parvient pas à devenir Pintor numerario de la Corona et devient aigri à la fin de sa vie.
José Gutiérrez de la Vega meurt en décembre 1865 à Madrid.

## Œuvre
Il choisissait souvent des sujets religieux, généralement des saints et des martyrs, dans lesquels il pouvait à juste titre inclure de belles femmes partiellement dévêtues, comme dans Le Martyre de sainte Catherine (Madrid, Casón del Buen Retiro).